# Cesidio da Fossa
Cesidio da Fossa, al secolo Angelo Giacomantonio (Fossa, 30 agosto 1873 – Hengyang, 4 luglio 1900), è stato un presbitero italiano, missionario francescano ucciso durante la ribellione dei Boxer e proclamato santo da papa Giovanni Paolo II nel 2000.

## Biografia
Nato come Angelo Giacomantonio nel 1873 a Fossa da Giovanni e Maria Loreta Antonucci, si avvicinò fin da giovane alla religione, frequentando il convento di Sant'Angelo a Ocre. All'età di quindici anni entrò come postulante nel convento di San Giuliano all'Aquila, entrando nell'ordine francescano dei frati minori il 21 novembre 1891 e prendendo il nome di Cesidio, in onore di San Cesidio martire. Pronunciò infine la professione solenne l'8 dicembre 1892, durante la festività dell'Immacolata Concezione.
Compì gli studi teologici in diversi conventi, ricevendo l'ordinazione a sacerdote nel 1897 da Francesco Paolo Carrano, arcivescovo dell'Aquila. Fu quindi assegnato al convento di San Francesco a Capestrano, ma già nel 1898 venne chiamato nel Collegio di Sant'Antonio a Roma. Nell'estate del 1899 incontrò in Abruzzo padre Luigi Sondini, missionario dalla Cina; questi ispirò Cesidio, che tornò a Roma e da lì si imbarcò per Marsiglia il 18 ottobre di quello stesso anno insieme a Sondini e altri due missionari. Il 22 ottobre partirono dal porto francese per raggiungere la Cina.
Dopo un viaggio in mare di quattro mesi e sei giorni, Cesidio sbarcò insieme ai compagni in Cina e si stabilì a Hengyang, sede di vicariato apostolico. Dopo pochi mesi partì per Tongxiang, dove svolse attività missionaria. Il 3 luglio 1900 si mise in viaggio per tornare a Hengyang, per incontrare il vicario diocesano, nonostante vi fossero notizie di persecuzioni ai danni degli occidentali nell'ambito della ribellione dei Boxer. Il giorno successivo, mentre Cesidio si trovava nella sede della missione, l'edificio fu assalito dai rivoltosi, che aggredirono il missionario; questi fu dapprima malmenato, poi avvolto in un lenzuolo imbevuto di petrolio e quindi bruciato vivo. Pochi giorni dopo fu ucciso anche il vescovo francescano, monsignor Antonino Fantosati.

## Culto
Fu beatificato come martire da papa Pio XII il 24 novembre 1946; è stato poi proclamato santo da papa Giovanni Paolo II il 1º ottobre 2000. Il suo elogio si legge nel Martirologio Romano al 4 luglio.